# Ostreoida
A ordem Ostreoida é uma ordem que compreende ostras e outras famílias de bivalves relacionadas.
Cerca de onze famílias da ordem Ostreoida são reconhecidas, mas subordens, superfamílias e subfamílias são bastante utilizadas, relativamente, nesta ordem. A classificação seguinte representa uma síntese de diferentes visões, reconciliadas até onde foi possível. A lista de gêneros é ilustrativa; isto é, não é completa.

## Superfamílias, famílias e gêneros importantes
- Subordem Pectinina
  - Superfamília Pectinoidea
    - Família Entoliidae
      -         - Gênero Pectinella

    - Família Pectinidae (escalopes)
      -         - Gênero Aequipecten
        - Gênero Amusium
        - Gênero Anguipecten
        - Gênero Annachlamys
        - Gênero Argopecten
        - Gênero Bractechlamys
        - Gênero Chlamys
        - Gênero Coralichlamys
        - Gênero Cryptopecten
        - Gênero Decatopecten
        - Gênero Delectopecten
        - Gênero Equichlamys
        - Gênero Excellichlamys
        - Gênero Flexopecten
        - Gênero Glorichlamys
        - Gênero Gloripallium
        - Gênero Haumea
        - Gênero Hyalopecten
        - Gênero Juxtamusium
        - Gênero Lissopecten
        - Gênero Mesopeplum
        - Gênero Mimachlamys
        - Gênero Minnivola
        - Gênero Mirapecten
        - Gênero Nodipecten
        - Gênero Notochlamys
        - Gênero Patinopecten
        - Gênero Pecten
        - Gênero Pedum
        - Gênero Pseudohinnites
        - Gênero Semipallium
        - Gênero Serratovola
        - Gênero Somalipecten
        - Gênero Veprichlamys
        - Gênero Volachlamys

    - Família Propeamussiidae

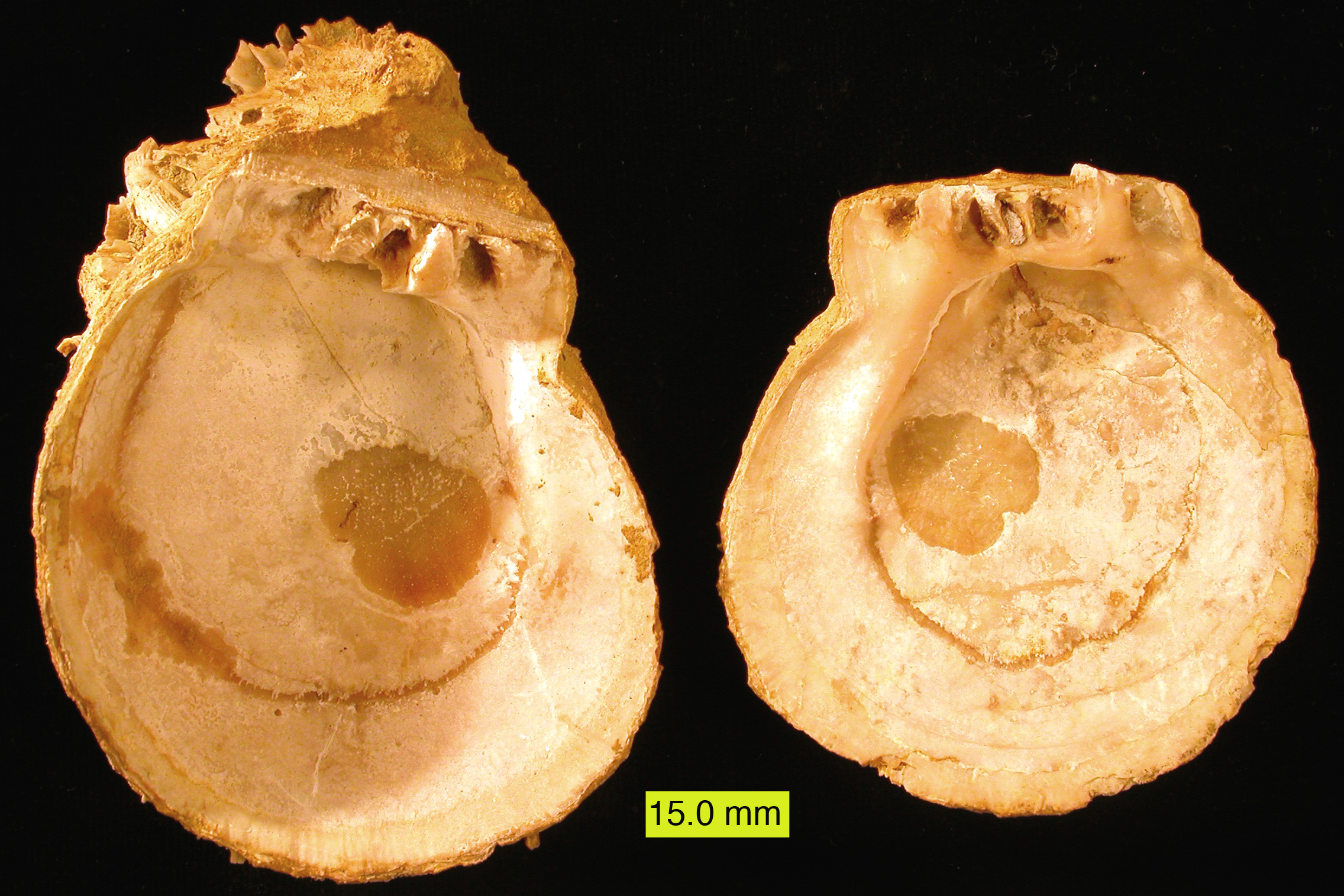
Fóssil do interior de uma concha de Spondylus, do Plioceno, encontrado em Chipre

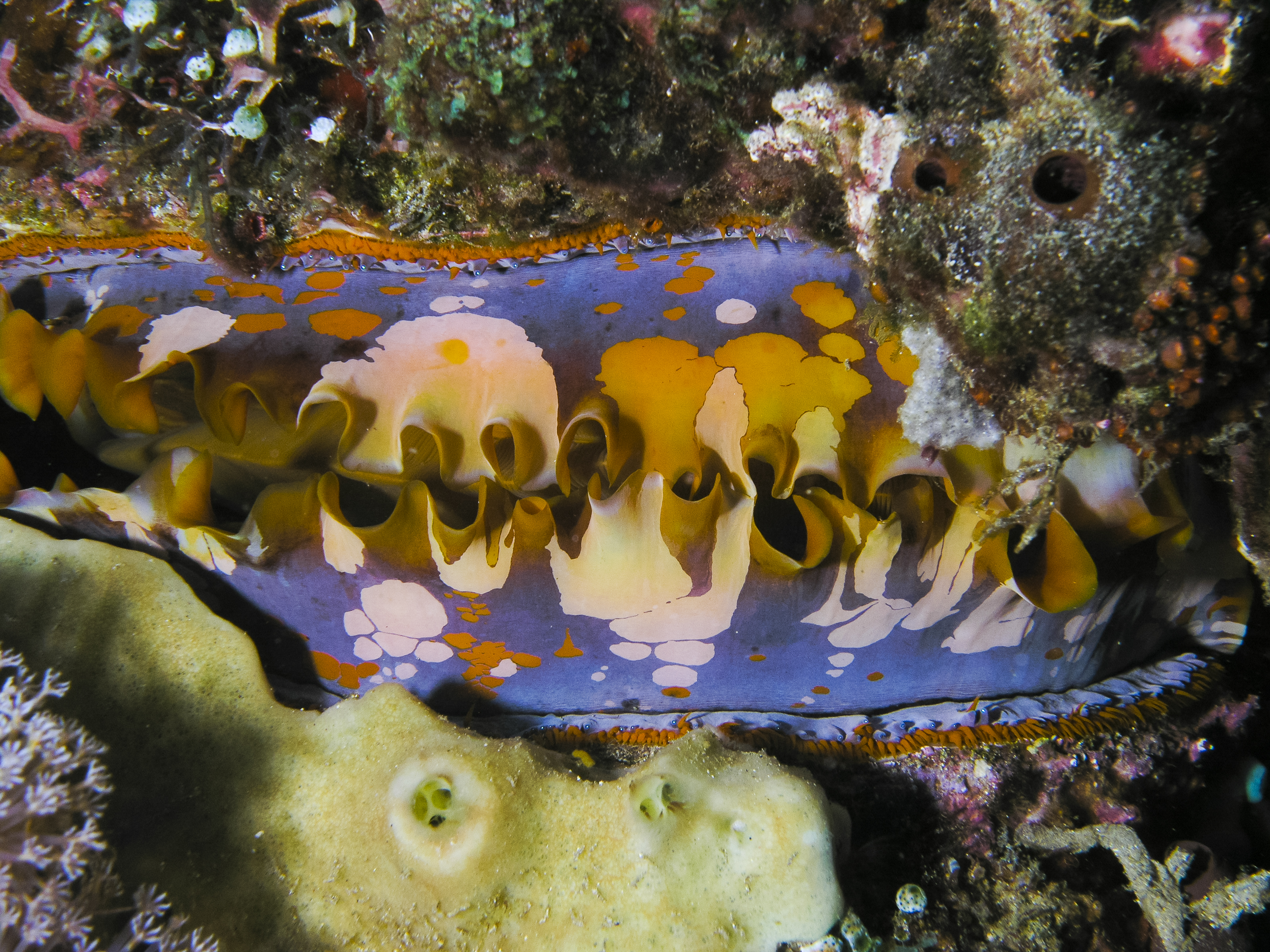
Bordas do manto de uma ostra espinhenta (Spondylus)

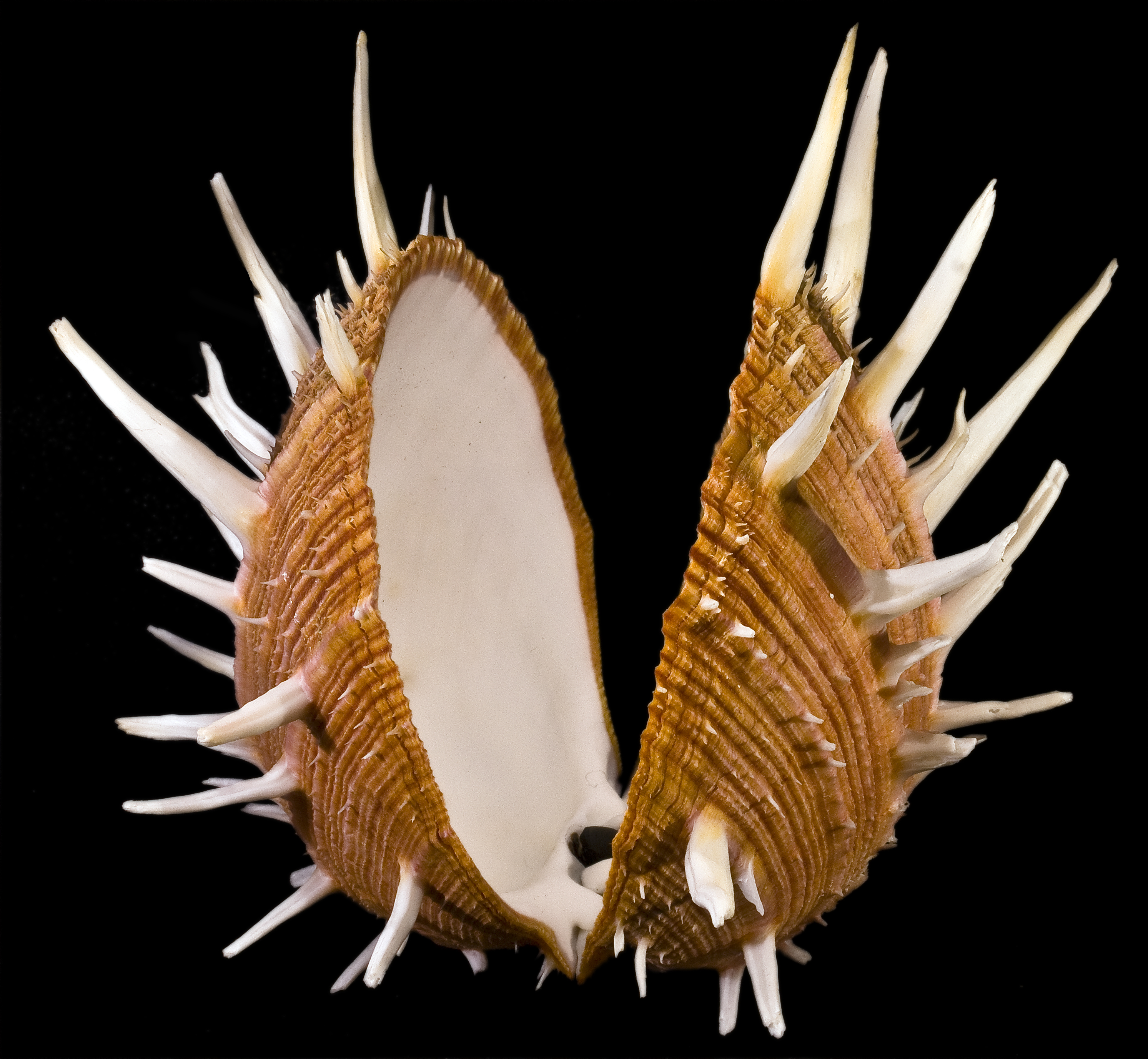
Spondylus regius

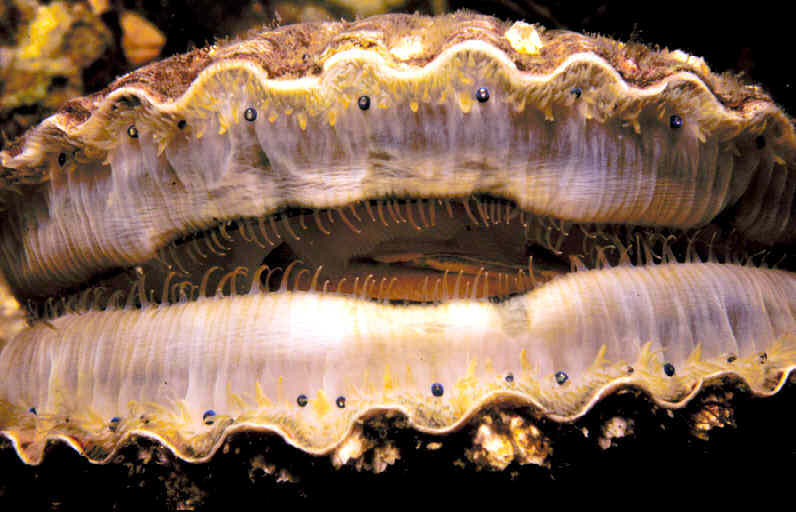
Vieira

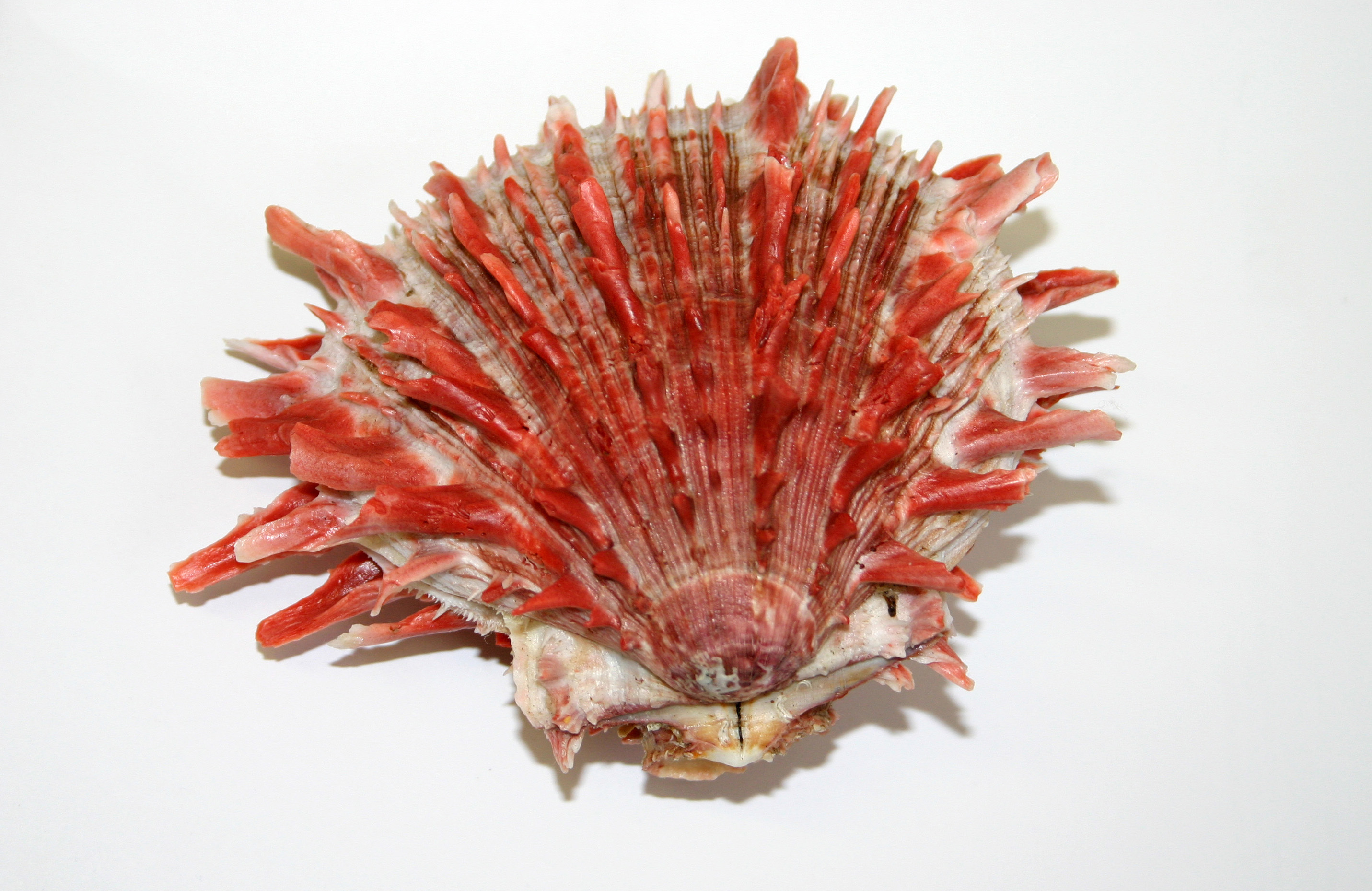
Spondylus princeps

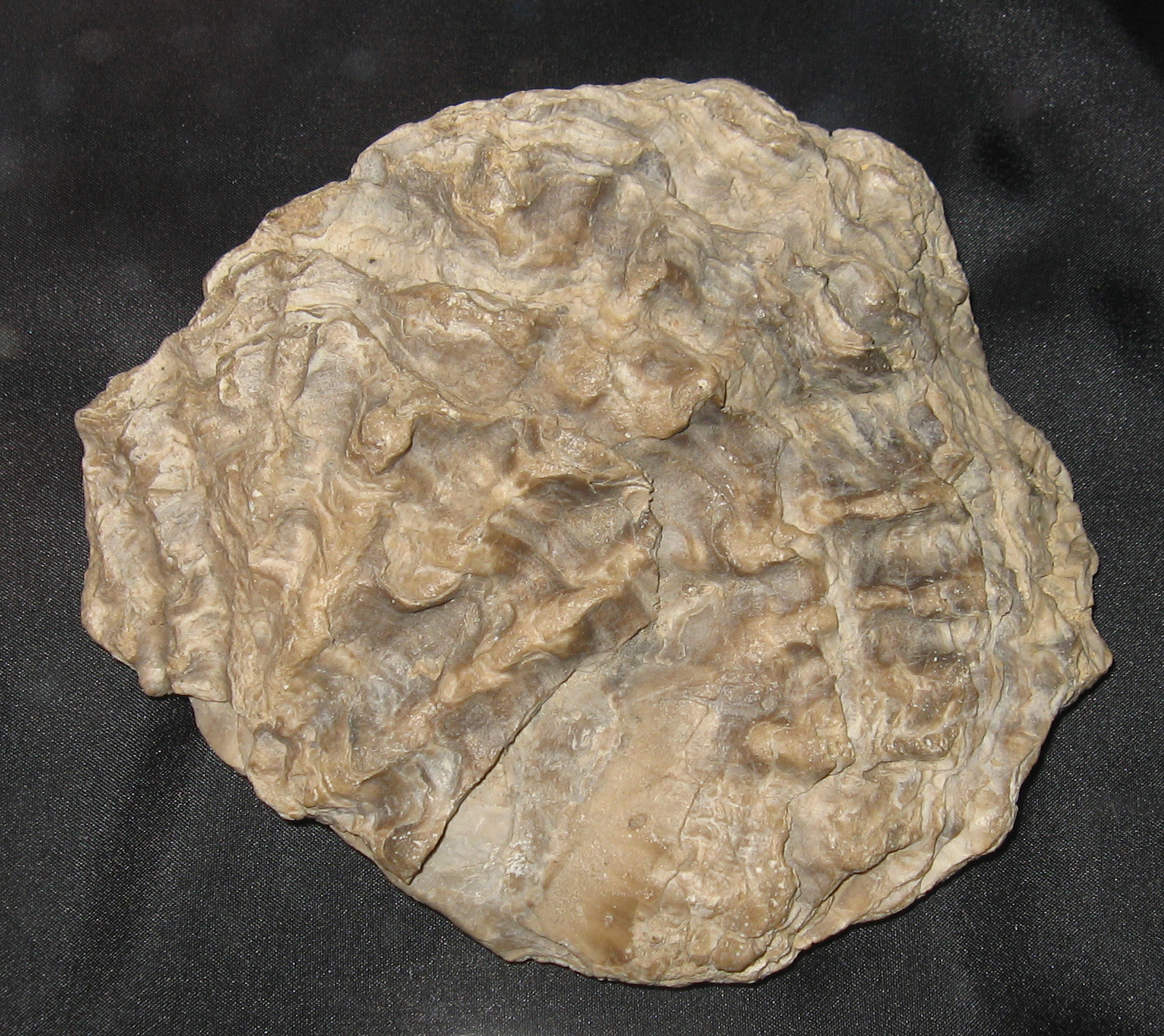
Fóssil de Crassostrea virginica

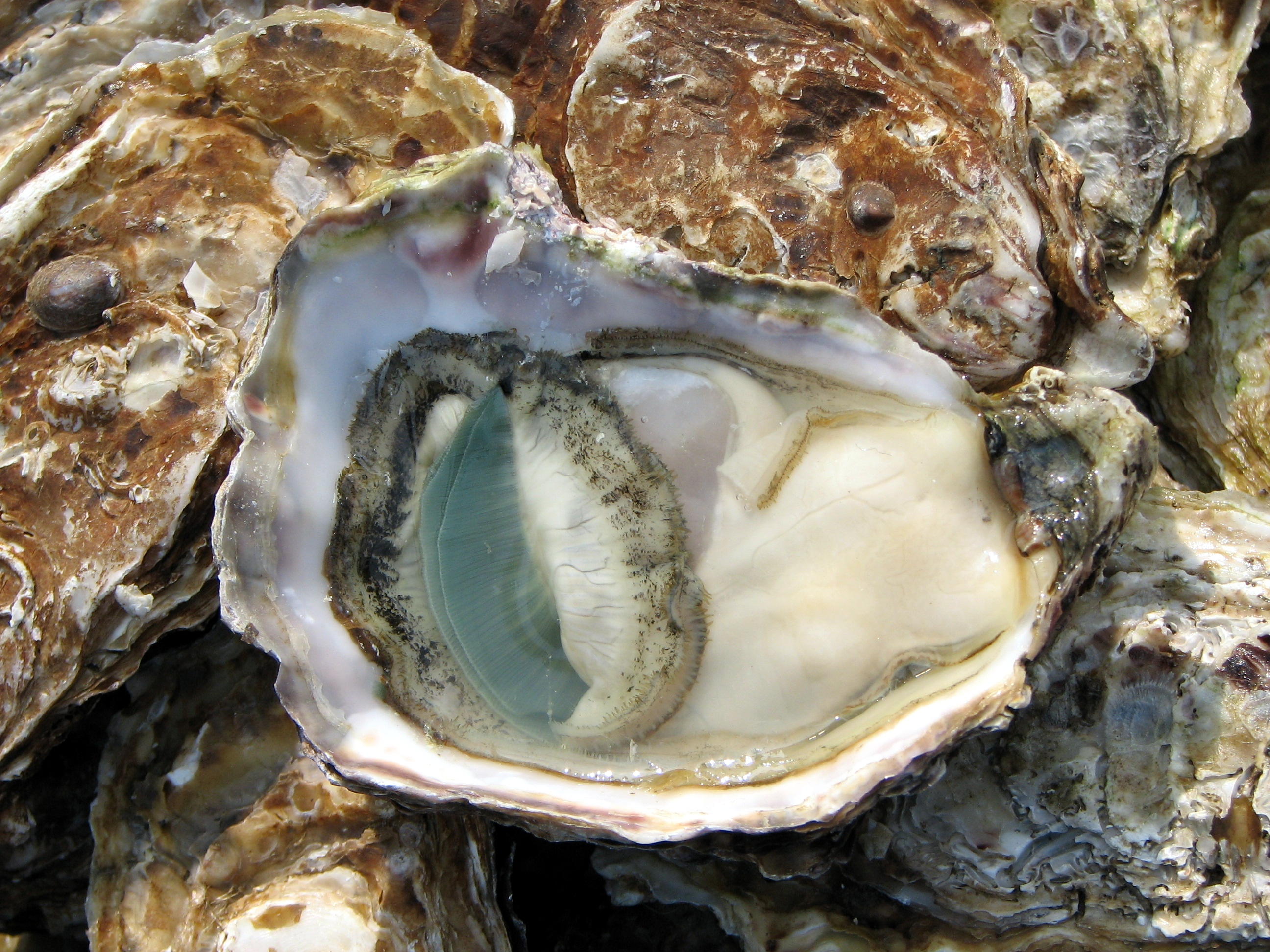
Ostras abertas, em um mercado em Lyon

    - Família Spondylidae (ostras-espinhosas)
      -         - Gênero Spondylus

    - Família Syncyclonemidae
      -         - Gênero Cyclochlamys'
        - Gênero Cyclopecten'
        - Gênero Parvamussium'
        - Gênero Propeamussium'
        - Gênero Similipecten'

  - Superfamília Anomioidea
    - Família Anomiidae
      - Subfamília Anomiinae
        - Gênero Anomia
        - Gênero Enigmonia

      - Subfamília Placunanomiinae
        - Gênero Monia
        - Gênero Patro
        - Gênero Pododesmus

    - Família Placunidae
      -         - Gênero Placuna
- Subordem Ostreina
  - Superfamília Dimyoidea (mexilhões de água doce)
    - Família Dimyidae
      -         - Gênero Dimya

  - Superfamília Ostreoidea
    - Família Gryphaeidae
      -         - Gênero Hyotissa
        - Gênero Neopycnodonte
        - Gênero Parahyotissa
        - Gênero Pycnodonte

    - Família Ostreidae (ostras verdadeiras)
      - Subfamília Crassostreinae
        - Gênero Crassostrea
        - Gênero Saccostrea
        - Gênero Striostrea

      - Subfamília Lophinae
        - Gênero Alectryonella
        - Gênero Anomiostrea
        - Gênero Dendostrea
        - Gênero Lopha

      - Subfamília Ostreinae
        - Gênero Booneostrea
        - Gênero Nanostrea
        - Gênero Ostrea
        - Gênero Planostrea
        - Gênero Pretostrea
        - Gênero Pustulostrea
        - Gênero Tiostrea

  - Superfamília Plicatuloidea
    - Família Plicatulidae
      -         - Gênero Plicatula

- Este artigo foi inicialmente traduzido, total ou parcialmente, do artigo da Wikipédia em inglês cujo título é «Ostreoida», especificamente desta versão.